# Torfbahn Obal
| Torfbahn der Torffabrik „Vitebstorf“ Торфа прадпрыемства Оболь «Витебскторф» | Torfbahn der Torffabrik „Vitebstorf“ Торфа прадпрыемства Оболь «Витебскторф» |
| ---------------------------------------------------------------------------- | ---------------------------------------------------------------------------- |
| Obal, 2011                                                                   |                                                                              |
| Streckenverlauf, 2024                                                        |                                                                              |
| Streckenlänge:                                                               | ca. 20 km                                                                    |
| Spurweite:                                                                   | 750 mm (Schmalspur)                                                          |
|                                                                              |                                                                              |

Die Torfbahn Obal (belarussisch Торфа прадпрыемства Оболь) ist eine Schmalspurbahn in Belarus.

## Streckenverlauf
Die etwa 20 km lange Torfbahn mit einer Spurweite von 750 mm verbindet die Stadt Obal  im Rajon Schumilina der Oblast Wizebskaja mit mehreren Torfstichen insbesondere im Sieden-Moor (ТУчасток добычи торфа на месторождении Сидень). Sie verzweigt sich am südlichen Ortsrand in zwei Strecken zu den zwei Torfwerken (Торфа прадпрыемства) der schon seit 100 Jahren bestehenden Torffabrik UP „Vitebstorf“, ehemals Torfwerk Dauman (УП «Витебскторф» (былое торфапрадпрыемства імя Даўмана)).

## Geschichte
Die Torffabrik UP „Vitebstorf“ (ehemals Torfwerk Dauman) blickt auf eine mehr als 100-jährige Geschichte zurück, da sie im Frühjahr 1922 ihre Arbeit aufnahm. Um 1920 waren in der Torfgewinnung „Obal-Tupitskaya“ 8 Angestellte und 29 Arbeiter beschäftigt. Der Eigentümer des Unternehmens war Semyon Mykolaevich Hniadovsky. Insgesamt waren 1920 etwa 61 Arbeiter und 7 Angestellte aus den fünf Siedlungen Trudy, Obal, Dymaushchyna, Gagryna, Zosina im Torfabbau sowie 2 Maschinen tätig.

### Zwischenkriegszeit
Im Jahr 1928 wurde die Torffabrik nach Ernestovich Dauman benannt. Im Jahr 1969, zu Ehren des 50. Jahrestages der Gründung der BSSR, wurde auf dem Territorium des Unternehmens eine Büste von A.E. Dauman aufgestellt. Bei der Eröffnung war seine Tochter Hermina Ansavna Dauman anwesend, die in Riga lebte. Sie präsentierte den Schülern einer örtlichen Schule ein Porträt ihres Vaters, das sie selbst gemalt hatte.

### Zweiter Weltkrieg
Vor dem Zweiten Weltkrieg war die Torffabrik mit 449 Arbeitern das größte Industrieunternehmen in der Region Schumilina. Während des Krieges stellte die Torffabrik ihre Tätigkeit vorübergehend ein, alle Industriegebäude wurden bei den Bombenangriffen zu 40 % zerstört, da sich in der Nähe die deutsche Garnison befand. Die im Unternehmen befindlichen Unterlagen verbrannten. Und 1944, unmittelbar nach der Befreiung des Bezirks Schumilinsky von den faschistischen Invasoren, begann der Wiederaufbau der Torfindustrie.

### Nachkriegszeit
Es gab um 1946 zwei Schichten mit jeweils 31 Angestellten, die in der Torfgewinnung arbeiteten. Während der Saison wurden 40.000–45.000 Tonnen Torf gestochen. Er wurde von Hand getrocknet. Zusätzlich zu den Festangestellten wurden für die Saison etwa eineinhalbtausend Menschen rekrutiert. 1948 wurde eine Fabrik für Isolierplatten mit einer Produktionsmenge von 150.000 Stück pro Jahr errichtet. Mitte der 1950er Jahre kamen Bagger zur Torfgewinnung auf den Markt. Im Jahr 1961 wurde eine Hochspannungsleitung an das Unternehmen angeschlossen, die die Elektrifizierung vieler Arbeiten ermöglichte.

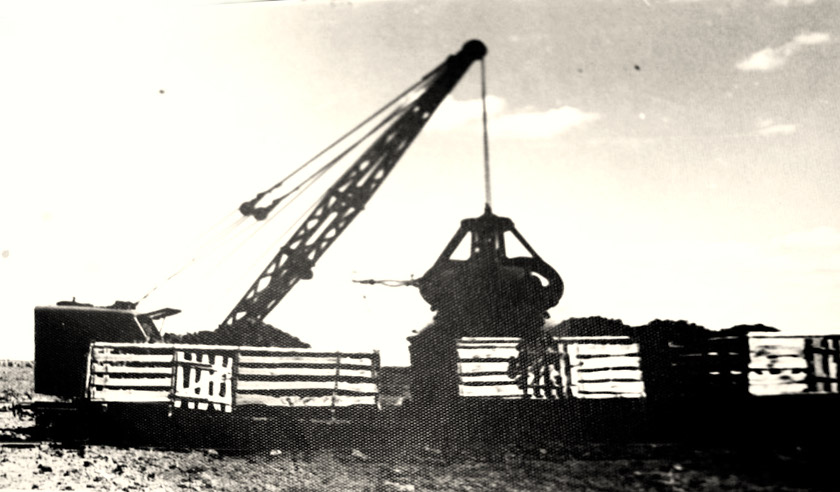
Ein Seilbagger belädt die Torfbahn

Seit Mitte der 60er Jahre wurden alle Arbeiten mechanisiert, es arbeiteten nur noch Festangestellte. Die Torfabbaumenge stieg auf 60.000 Tonnen pro Saison. Es war geplant, die Produktion auf 120.000 Tonnen zu steigern. Doch nach dem Bau der Ölraffinerie Navapolatsk erschien ein neuer Brennstofftyp – Heizöl, und die Nachfrage nach Stücktorf ging stark zurück. Um das Bruttoproduktionsvolumen zu decken, wurde 1955 beschlossen, dringend eine weitere Wärmedämmplattenfabrik zu bauen. Nach der Einführung der neuen Fabrik betrug die Produktionsmenge 800.000 Kubikmeter pro Jahr. Anstelle von Stücktorf wird seit 1964 gemahlener Torf für die landwirtschaftliche Produktion abgebaut (Menge ca. 300.000 Tonnen pro Jahr).
Anfang der 1970er Jahre kamen neue wärmeisolierende Materialien wie Glaswolle auf den Markt. Da Torfplatten brennbar waren, wurde ihre Verwendung verboten. 1977 wurde die Fabrik umgerüstet, um Torf mit geringem Abbau für den Export mit einer geplanten Kapazität von 20.000 Tonnen pro Jahr zu produzieren. Das Wiederaufbauprojekt sah die Gewinnung von jährlich 160.000 Tonnen gemahlenem Torf vor. Die Torfproduktion betrug 25.000 Tonnen pro Jahr.
Mit dem Zusammenbruch der UdSSR in den 90er Jahren und der Wirtschaftskrise hörten die Kollektivwirtschaften auf, Torf zu gewinnen. Das nach Dauman benannte Torfunternehmen begann sich auf die Produktion von für den Export Torfprodukten für den Gartenbau zu spezialisieren.

### 21. Jahrhundert
Im September 2007 wurde das nach Dauman benannte Torfunternehmen der UP „Vitebskablgaz“ angeschlossen und erhielt den Namen „Produktion für die Gewinnung und Verarbeitung von Torf der VU ‚Polatskgaz‘“. Im Jahr 2015 wurde eine strukturelle Untergliederung der UP Vitebsktorf aus drei Torfbetrieben (in Obali, im Dorf Krulevshchyna im Bezirk Dokshytskyi und im Dorf Aktsiabrski im Bezirk Chashnytskyi) gegründet, deren Direktor Vitaly Vasilevich Nyaspliak war.

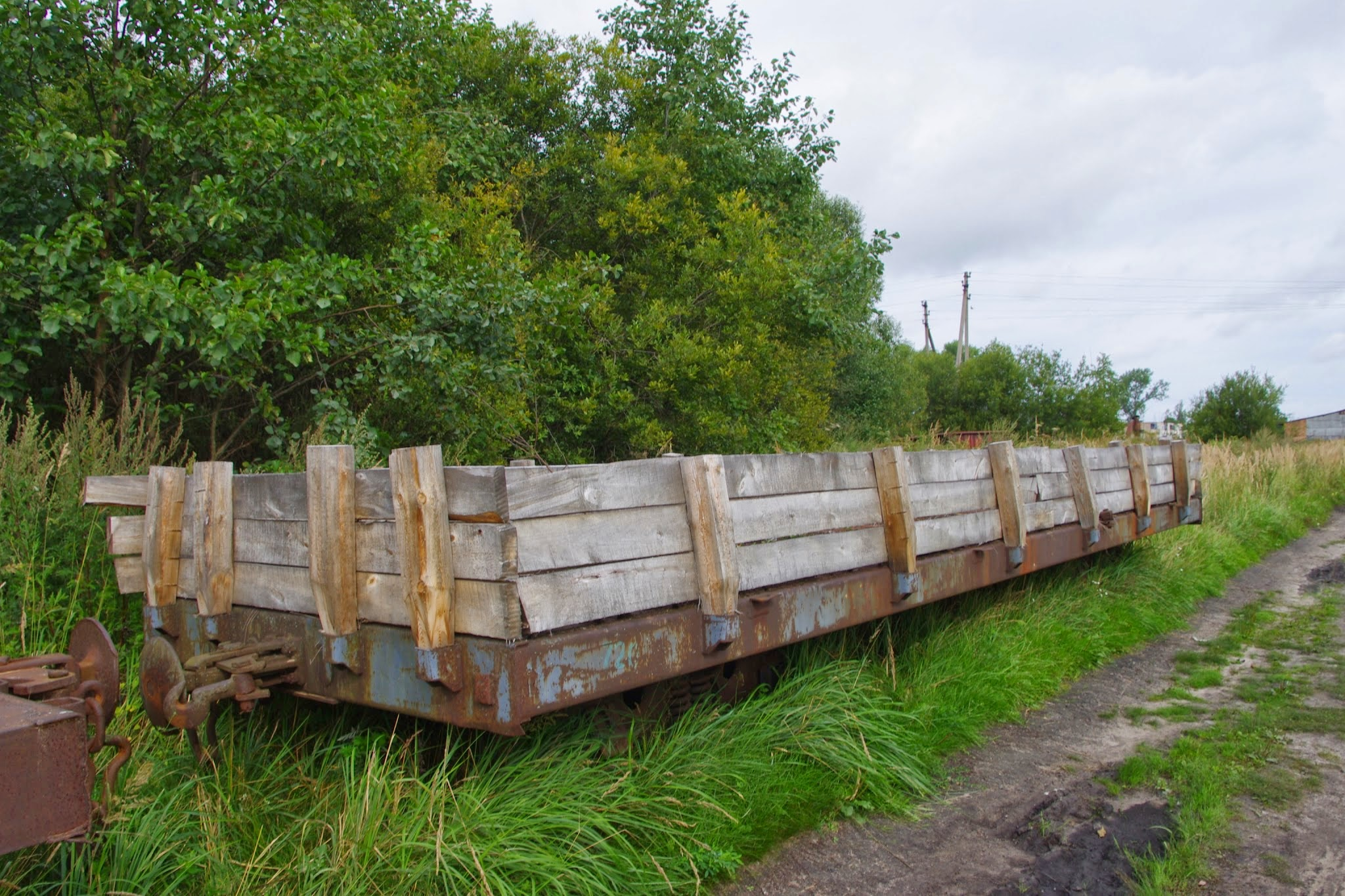
Generalüberholter Drehgestellwagen

Heute ist VU „Vitebstorf“ ein modernisiertes und vielversprechendes Produktionsunternehmen. Dank der ständigen Weiterentwicklung und Unterstützung von UP „Vitebskablgaz“ (Generaldirektor Pjotr Petrowitsch Shershan) wurden moderne Methoden der Torfgewinnung eingeführt, groß angelegte Arbeiten zur Modernisierung der Produktion, Modernisierung der Torfgewinnungsausrüstung, Vorbereitung neuer Parzellen für die Torfgewinnung organisiert, die aus eigener Kraft gebaut wurden.
Seit dem Beitritt zur UP „Vitebskablgaz“ hat sich die Gesamtfläche der Parzellen verdoppelt und beträgt derzeit 1.006 Netto-Hektar, mit einer Reserve von 4,3 Millionen Tonnen Torf, was die Auslastung der Produktionskapazitäten der Torfproduktionsbetriebe für einen Zeitraum von 20 Jahren gewährleisten wird mehr als vierzig Jahre.
In der Republik Weißrussland ist die VU „Vitebstorf“ führend in der Produktion und dem Verkauf von Torfböden für Endverbraucher unter der Marke „Dvina“. Sie etablierte mehr als 60 Varianten von Verbraucherböden der Serien „Universal“, „Garden“ und „Flowers“. Im Jahr 2021 wurden mehr als 11,2 Tausend Tonnen Produkte verkauft, davon mehr als zweitausend Tonnen für den Export.

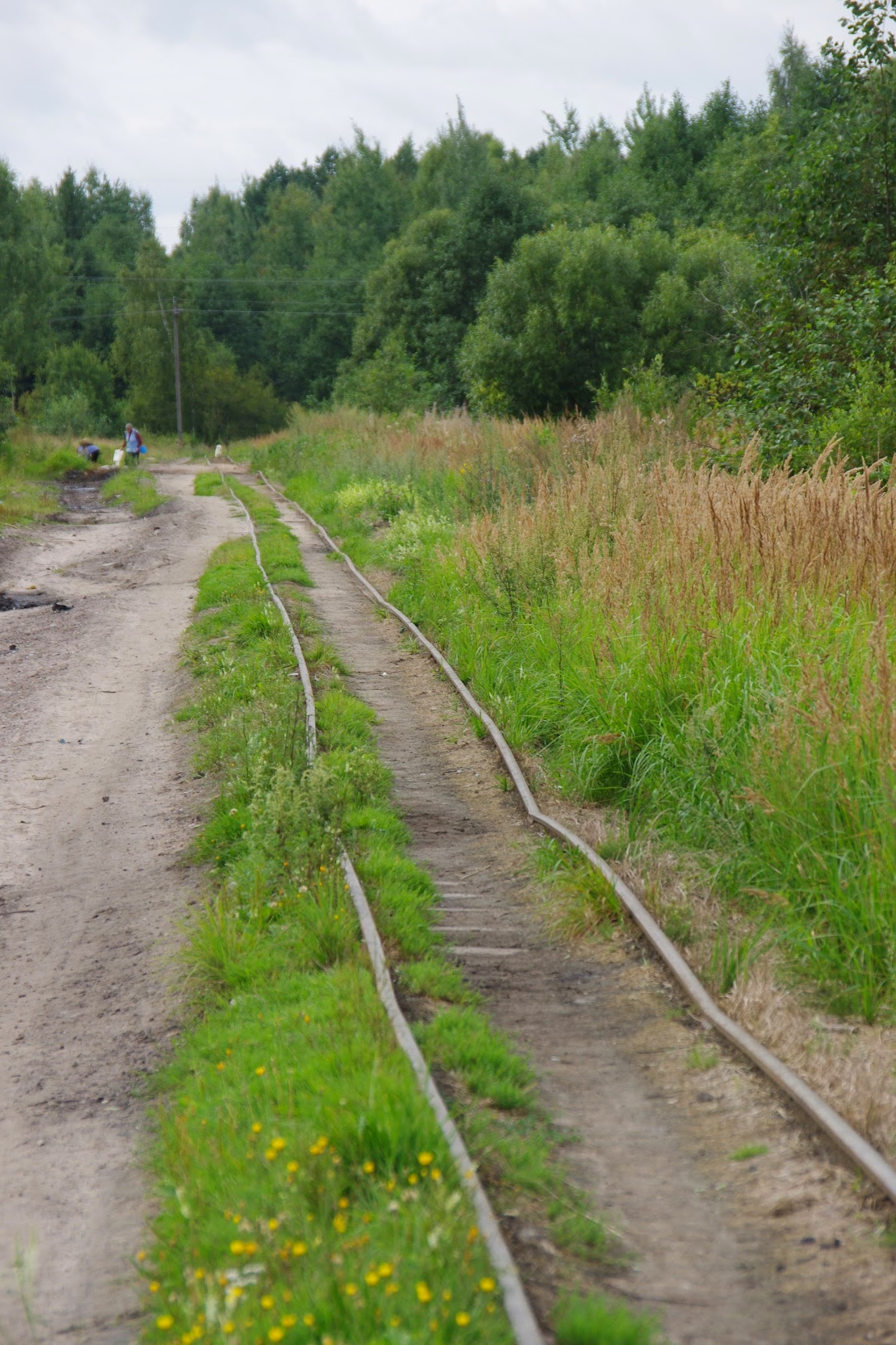
Gleise der Torfbahn ins Moor

Heutzutage wird ständig daran gearbeitet, das Angebot an Torfböden von „Dvina“ zu erweitern. So wurde beispielsweise 2021 eine neue Bodenserie „Flowers of Paazerya“ kreiert – speziell für den Anbau verschiedener Blumensorten. Spezialisten von UP „Vitebskablgaz“ verbessern jedes Jahr die Qualität der Böden der Marke „Dvina“ und engagieren sich mit ihrer Werbung auf dem heimischen Markt. Infolgedessen wurde der Verbraucher-Torfboden „Dvina“ in den Jahren 2012, 2016, 2018 und 2020 Preisträger des Wettbewerbs „Beste Produkte der Republik Belarus“. Und nach den Ergebnissen der Arbeit für 2017 wurde die Niederlassung zum Preisträger der Auszeichnung im Bereich Qualität des Exekutivkomitees der Region Witebsk und zum Gewinner des 19. nationalen Wettbewerbs „Produkte 2017“ in der Nominierung „Düngemittel und Boden“.
Im Jahr 2021 wurden Torfböden der Marke „Dwina“ zu den Finalisten in der Nominierung „Produzent von Düngemitteln“ und belegten außerdem den 3. Platz in der Nominierung „Produzent von Erde und Erde“, ausgezeichnet mit dem Ehrenpreis der Verbraucheranerkennung „Nationale Marke“ von Weißrussland – 2022.
Neben einer Produktionssteigerung achtet UP „Vitebskablgaz“ auch auf soziale Themen. Das Unternehmen führt z. B. Berufsberatung für Jugendliche durch. Damit die Jugendlichen während ihrer Ausbildung angenehme Lebensbedingungen haben, wurden drei Wohngebäude gebaut, die sich im Bezirk Dokshytskyi (Häuser mit 24 und 12 Wohnungen) und Shumi-linskyi (Haus mit 12 Wohnungen) befinden. Im Zeitraum 2015–2022 kamen 59 Auszubildende in die Niederlassung, darunter 11 Personen aus Obal, die hier ihren ersten Job bekamen.

## Lokomotiven und Maschinen

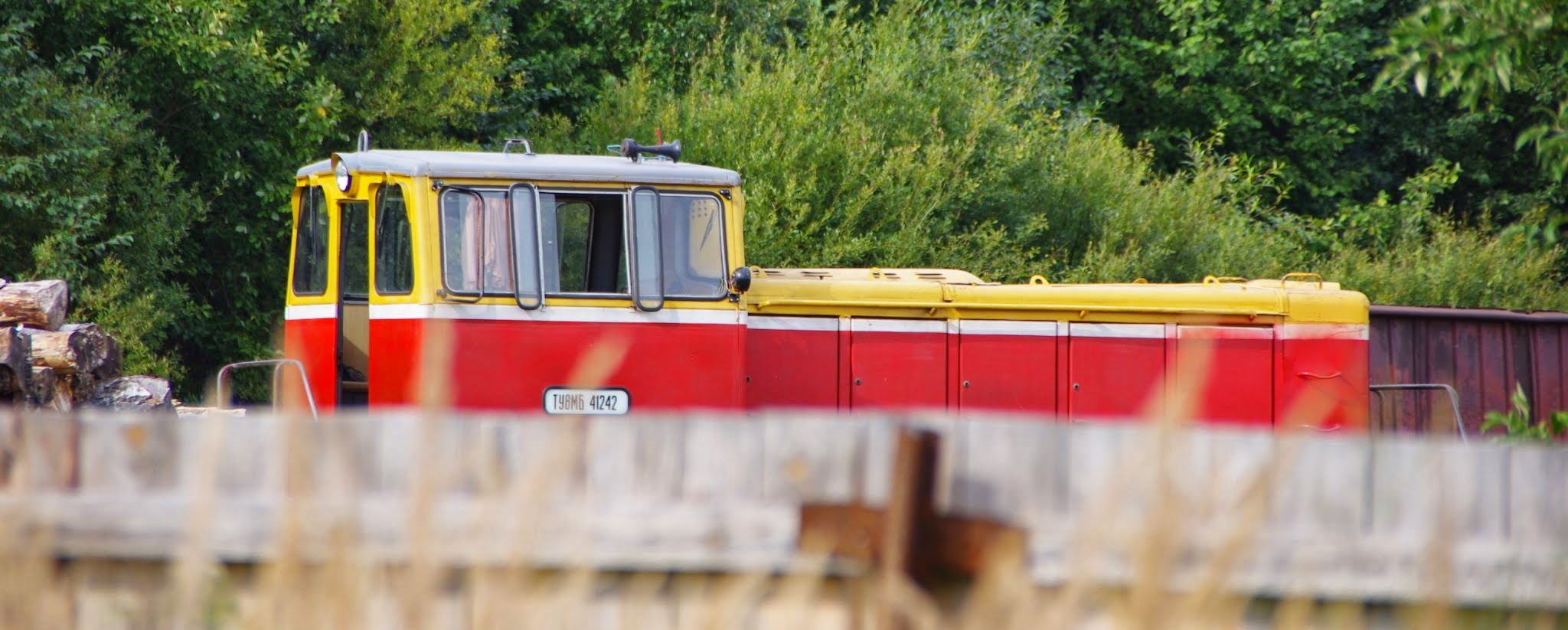
Diesellokomotive der SŽD-Baureihe TU8: ТУ8M6 41242

Auf der Torfbahn werden Diesellokomotiven der SŽD-Baureihe TU8 eingesetzt (ТУ8M6 41242 und mindestens eine weitere).
Für den Torfabbau kamen um 1946 TEMP-Hochschaufelbagger zum Einsatz, für die Torftrocknung wurden UMS-Maschinen eingesetzt, die Reinigung und Stapelung erfolgte mit UKB- und SKS-Maschinen. Für den Torftransport im Sumpf wurden Ladekräne eingesetzt.